# Kepler-38 b
Kepler-38 b (KOI 1740.02, KOI-1740 b, 2MASS J19071928+4216451 b, KIC 6762829 b) — экзопланета, открытая в 2012 году у двойной звезды Kepler-38 в созвездии Лиры.
Kepler-38 b — тёплый нептун с массой и радиусом около 0,384 юпитерианских соответственно. Экзопланета обращается по круговой орбите на расстоянии 0,46 а. е. от родительской двойной звезды Kepler-38 AB. Полный оборот экзопланета совершает за 105,6 суток. По характеру орбиты её можно отнести к группе планет с кратной орбитой (P-тип) — экзопланет, которые обращаются не вокруг одиночной звезды (как, например, Земля вокруг Солнца), а вокруг двойной или (очень редко) — большего числа звёзд.
Экзопланета Kepler-38 b была открыта космическим телескопом Кеплер в 2012 году, с помощью метода транзитной фотометрии, основанного на наблюдениях за прохождением экзопланеты на фоне звезды.

## Материнские звёзды
Kepler-38 AB — затменная переменная двойная звезда типа Алголя. Находится в созвездии Лиры, на расстоянии около 600 парсек от Земли.
Главная компонента — Kepler-38 А, представляет собой солнцеподобную звезду типа жёлтый карлик с температурой поверхности 5623 К. Радиус Kepler-38 А больше солнечного в 1,8 раза, а масса составляет около 0,9 массы Солнца. Второй компонент — Kepler-38 B, предположительно представляет собой звезду типа красный карлик и обращается на расстоянии около 0,146 а. е. от главной звезды. Радиус и масса Kepler-38 А составляет всего 0,27 и 0,25 радиуса и массы Солнца соответственно. Звёзды вращаются вокруг общего центра масс по вытянутой орбите (эксцентриситет 0,103) с большой полуосью 0,147 а. е. и делают один оборот за 8,8 дня.

## Статьи
- Jerome A. Orosz at all. The Neptune-Sized Circumbinary Planet Kepler-38b (англ.) // The Astrophysical Journal : журнал. — IOP Publishing, 2012. — Vol. 758, iss. November, no. 2. — P. 14—. — doi:10.1088/0004-637X/758/2/87. — Bibcode: 2012ApJ...758...87O. — arXiv:1208.3712v1.
- William F. Welsh at all. Recent Kepler Results On Circumbinary Planets (англ.) // The Formation, Detection, and Characterization of Extrasolar Habitable Planets : symposium. — IAU Symposium 293, 2013. — Iss. November. — P. 8. — arXiv:1308.6328v1.
- Rebecca G. Martin, Philip J. Armitage, Richard D. Alexander. Formation of circumbinary planets in a dead zone (англ.) // The Astrophysical Journal : журнал. — IOP Publishing, 2013. — Vol. 773, iss. July, no. 1. — P. 74—. — arXiv:1306.5241v1.
- D. W. Latham, T. M. Brown, D. G. Monet, M. Everett, G. A. Esquerdo, C. W. Hergenrother. The Kepler Input Catalog (англ.) // Bulletin of the American Astronomical Society[англ.] : журнал. — American Astronomical Society, 2005. — Vol. 37, iss. November. — P. 1340. — arXiv:1306.5241v1.

## Каталоги
- 2MASS=19071928+4216451 (англ.). VizieR Catalogue Service.
- Planet Kepler-38 b (англ.) (недоступная ссылка — история). Exoplanet.eu.
- Kepler-38 b (англ.). exoplanets.org.
- Kepler-38 b (англ.) (недоступная ссылка — история). Open Exoplanet Catalogue.
- Kepler-38 b (англ.). Ames Research Center. Архивировано из оригинала 15 августа 2014 года.
- Kepler-38b (англ.). NASA Exoplanet Archive.
- Kepler-38 b (англ.). SIMBAD.